# That's the Way (I Like It)
That's the Way (I Like It) è un singolo del gruppo statunitense KC and the Sunshine Band uscito il 10 giugno 1975. La canzone è stata scritta da H.W. Casey insieme a R. Finch e registrata nel 1975. Il brano arriva primo nella Billboard Hot 100 e nei Paesi Bassi per due settimane ed in Canada per tre settimane, terzo in Svezia, quarto nel Regno Unito, quinto in Norvegia ed Australia e sesto in Sud Africa.
Nel 1984 venne re-incisa dal gruppo di Liverpool, i Dead or Alive: il brano ottenne un discreto successo, piazzandosi in classifica all'interno della Top40 inglese.

## Posizione in classifica della versione dei Dead Or Alive
| Nazione                                   | Posizione |
| ----------------------------------------- | --------- |
| Australia                                 | 45        |
| Regno Unito                               | 22        |
| Stati Uniti Billboard Hot Dance Club Play | 28        |